# Lysiteles excultus
Lysiteles excultus' es una especie de araña cangrejo del género Lysiteles, familia Thomisidae, orden Araneae.

## Distribución
Esta especie se encuentra en Asia: India y Pakistán.

## Taxonomía
Fue descrita científicamente por O. Pickard-Cambridge en 1885.
Tratamiento taxonómico
La especie aparece registrada y publicada en Araneidea. In: Scientific results of the second Yarkand mission; based upon the collections and notes of the late Ferdinand Stoliczka, Ph. D. Government of India, Calcutta 115 pp., 2 pls.